# Kyjevská ofenzíva
Kyjevská ofenzíva byla součástí ruské invaze na Ukrajinu, zahájené 24. února 2022, jejímž cílem bylo z ruského pohledu v řádu hodin ovládnout hlavní město Ukrajiny Kyjev a obsadit klíčové instituce v zemi, což mělo znemožnit efektivní odpor ukrajinské armády.
Přestože ruská armáda zpočátku i přes neúspěch bleskového dobytí hlavního města dokázala postupně obsadit rozsáhlé území na severu a severovýchodě země, oblehla Černihiv a na počátku března se probojovala až na předměstí Kyjeva, její postup byl zastaven. Vlivem problémů se zásobováním, nízkou morálkou a vysokými ztrátami na ruské straně se následně na přelomu března a dubna 2022 ukrajinské armádě podařilo postupným protiútokem vytlačovat Rusy z Kyjevské oblasti, což ruská vojska vedlo ke stažení, a to nejen z Kyjevské, ale i Černihivské a Sumské oblasti zpět za hranice Ukrajiny.
Neúspěšná ruská ofenzíva znamenala zásadní obrat ve vývoji konfliktu a přesun pozornosti Rusů na Donbas, kde v jejich prospěch hrál příznivější terén, kratší zásobovací trasy a možnost efektivněji využít početní převahu dělostřelectva a tanků. Pro Rusko však neúspěch u Kyjeva znamenal rovněž velkou symbolickou porážku, kdy muselo ustoupit od svých původních cílů, ukázalo světu zásadní nedostatky ve výcviku a problémy s logistikou a zároveň utvrdilo Západ ve smysluplnosti rozsáhlé pomoci Ukrajině.

## Časová osa

### 24. únor
Dne 24. února brzy ráno začaly ruské vojenské síly provádět dělostřelecké a raketové útoky na cíle v Kyjevské oblasti, včetně útoků na mezinárodní letiště Boryspil, které je hlavním kyjevským letištěm.
Později ráno ruské jednotky, které se předtím shromáždily v Bělorusku, překročily hranice Ukrajiny a vstoupily do Kyjevské oblasti ze severu. Rusové se po potyčce s ukrajinskými jednotkami zmocnili kontroly nad Černobylskou jadernou elektrárnou, která se nachází v blízkosti hranic.
Později během dne přistáli ruští výsadkáři na mezinárodním letišti Hostomel a krátce ho ovládli, načež začaly intenzivní boje o kontrolu nad letištěm. Podle ukrajinských představitelů byli ruští výsadkáři později z letiště odraženi ukrajinskými jednotkami. Ruské síly se rovněž pokusily o vylodění u Kyjevské přehrady a v jejím okolí.
Podle britských představitelů se ruské síly 24. února pokusily dobýt město Černihiv. Poté, co je ukrajinské síly držely pod kontrolou, ruské jednotky obléhaly město, zatímco některé ruské mechanizované jednotky město zcela obešly.
Dne 24. února v noci ukrajinský prezident Volodymyr Zelenskyj prohlásil, že se ke Kyjevu blíží „sabotážní skupiny“. Té noci ministr obrany Spojených států amerických Lloyd Austin během rozhovoru s kongresmany uvedl, že některé formace ruské mechanizované pěchoty postoupily do vzdálenosti 32 km od Kyjeva.

### 25. únor
Ráno 25. února pokračovaly Vojenské vzdušné síly Ruské federace v bombardování Kyjeva. Ukrajinské síly později sestřelily ruské letadlo nad Kyjevem; letadlo narazilo do devítipatrové obytné budovy, kterou zapálilo.
V 6:47 (GMT+2) ukrajinská armádní jednotka odpálila most přes řeku Teteriv u Ivankivu a zastavila tak ruskou tankovou kolonu postupující od Černobylu. Generální štáb Ozbrojených sil Ukrajiny později uvedl, že se ukrajinští výsadkáři zapojili do potyčky s Rusy u Ivankivu a Dymeru.
V polovině dopoledne vstoupili ruští sabotéři převlečení za ukrajinské vojáky do Oboloňského rajónu, oblasti v severní části Kyjeva, která je vzdálená asi 9,7 km od budovy ukrajinského parlamentu. Během celého dne bitvy o Kyjev se v několika částech města ozývala střelba, kterou ukrajinští představitelé označili za důsledek střetů s ruskými jednotkami.
Některým ruským vojákům se podařilo prolomit ukrajinskou obranu u Ivankivu, i když bitva pokračovala po celý den. Podle ruského ministerstva obrany se těmto ruským silám podařilo po pozemním útoku postoupit a dobýt letiště Hostomel, čímž se vytvořila klíčová přistávací zóna pro ruské síly pouhých 10 km od Kyjeva.
Zelenskyj vyzval občany, aby se bránili Molotovovými koktejly. K obraně hlavního města byly povolány Teritoriální obranné síly. Obyvatelům Kyjeva, kteří byli ochotni bojovat, bylo také rozdáno 18 000 zbraní.

### 26. únor
Brzy ráno 26. února začali ruští výsadkáři přistávat ve městě Vasylkiv jižně od Kyjeva, aby se zmocnili letecké základny Vasylkiv. V následné bitvě začaly těžké boje o kontrolu nad městem. V 1:30 sestřelila ukrajinská stíhačka Su-27 nad Vasylkivem ruský Iljušin Il-76 s výsadkáři. Kolem 3:20 byl nad nedalekým městem Bila Cerkva sestřelen druhý ruský Il-76. Navzdory ukrajinským protiletadlovým akcím se jednotkám ruských výsadkářů podařilo přistát jižně od Kyjeva v okolí Vasylkivu, kde se střetli s jednotkami domobrany. V 7:30 ukrajinští představitelé oznámili, že domobrana s podporou letectva úspěšně odrazila útoky výsadkářů.

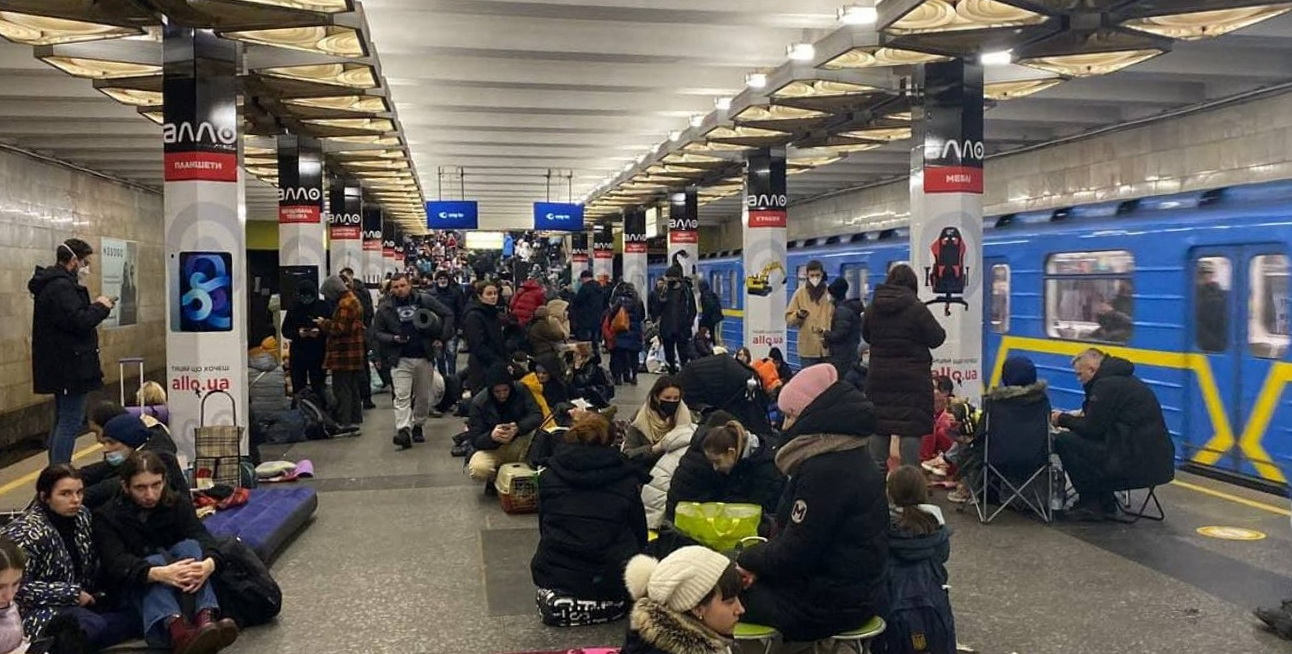
Lidé na jedné ze stanic kyjevského metra, které se využívala jako bunkr.

Ruské síly začaly formálně útočit na Kyjev později brzy ráno, ostřelovaly město dělostřelectvem a snažily se dobýt elektrárnu a armádní základnu ve městě. Ukrajinské síly dokázaly ubránit oba cíle. Starostka Vasylkivu Natalja Balasinovičová uvedla, že její město bylo úspěšně ubráněno ukrajinskými silami a boje končí.
V určitém okamžiku se ruské jednotky zmocnily Kyjevské vodní elektrárny, která se nachází severně od města na předměstí Vyšhorod. Dne 26. února ukrajinské síly znovu dobyly elektrárnu. Ukrajinská protivzdušná obrana také údajně zachytila raketu mířící na elektrárnu. Agentura Interfax uvedla, že v případě havárie hráze elektrárny by záplavy mohly zničit „celý levý břeh Kyjeva“.

### 27. únor
Brzy ráno 27. února zasáhla ruská raketa ropný sklad ve Vasylkivu a zapálila jej. Prostor úložiště radioaktivního odpadu nedaleko Kyjeva byl rovněž zasažen leteckými nálety, ovšem samotné úložiště nebylo nijak poškozeno. Současně se objevily zprávy o bojích v Kalynivce; není však jasné, zda se jedná o Kyjevské předměstí nebo Vasylkivské předměstí, protože obě mají stejný název.
Později časně ráno ukrajinská armáda prohlásila, že zničila konvoj Kadyrovců s 56 tanky v Hostomelu a údajně zabila čečenského generála Magomeda Tušajeva. Čečenský prezident Ramzan Kadyrov však tvrdil, že Tušajev je naživu, a zveřejnil video, na němž je zachycen spolu s dalším čečenským velitelem Anzorem Bisajevem.
Ráno 27. února zasáhl ruský nálet obytný dům v malém městě Buča, které se nachází jižně od Hostomelu. Boje byly hlášeny také v Buči, kde ukrajinské síly zničily most. Později ráno místní ukrajinští představitelé oznámili, že ukrajinské síly ubránily sousední město Irpiň před ruským útokem. Na sociálních sítích se později objevila videa ukazující zničenou výzbroj a několik mrtvých vojáků.
Později 27. února byl na satelitních snímcích viděn velký ruský konvoj směřující k Ivankivu. Ruské jednotky, které 24. února obešly Černihiv, se začaly blížit ke Kyjevu ze severovýchodu. Kyjevský starosta Vitalij Kličko řekl agentuře Associated Press, že Kyjev byl zcela obklíčen, což znemožnilo evakuaci obyvatel. Později však od svého vyjádření ustoupil. Jeho kancelář uvedla, že mluvil obrazně. Podle deníku The Guardian byly silnice vedoucí z jihu Kyjeva volné.

### 28. únor
Jeden z ukrajinských představitelů uvedl, že 28. února brzy ráno byla v obci Makariv, která se nachází západně od Kyjeva, zničena kolona ruské vojenské techniky.
Ivankivské historické a vlastivědné muzeum bylo během bojů v Ivankivu zničeno, přičemž bylo zničeno mnoho děl Marie Primačenko. V noci 28. února vypálily ruské síly raketu 9K720 Iskander na vojenské komunikační centrum na východním předměstí Brovar, přičemž podle starosty Brovarů Igora Sapožka zahynul jeden člověk a pět osob bylo zraněno.

### 1. březen
Dne 1. března zasáhla ruská raketa Televizní věž v Kyjevě, přerušila televizní vysílání, zabila pět lidí a pět dalších zranila. Ruská ostřelování zasáhlo také kyjevské čtvrti Rusanivka a Kurenivka a města Bojarka a Vyšneve. V Boroďance probíhaly těžké boje.

### 2. březen

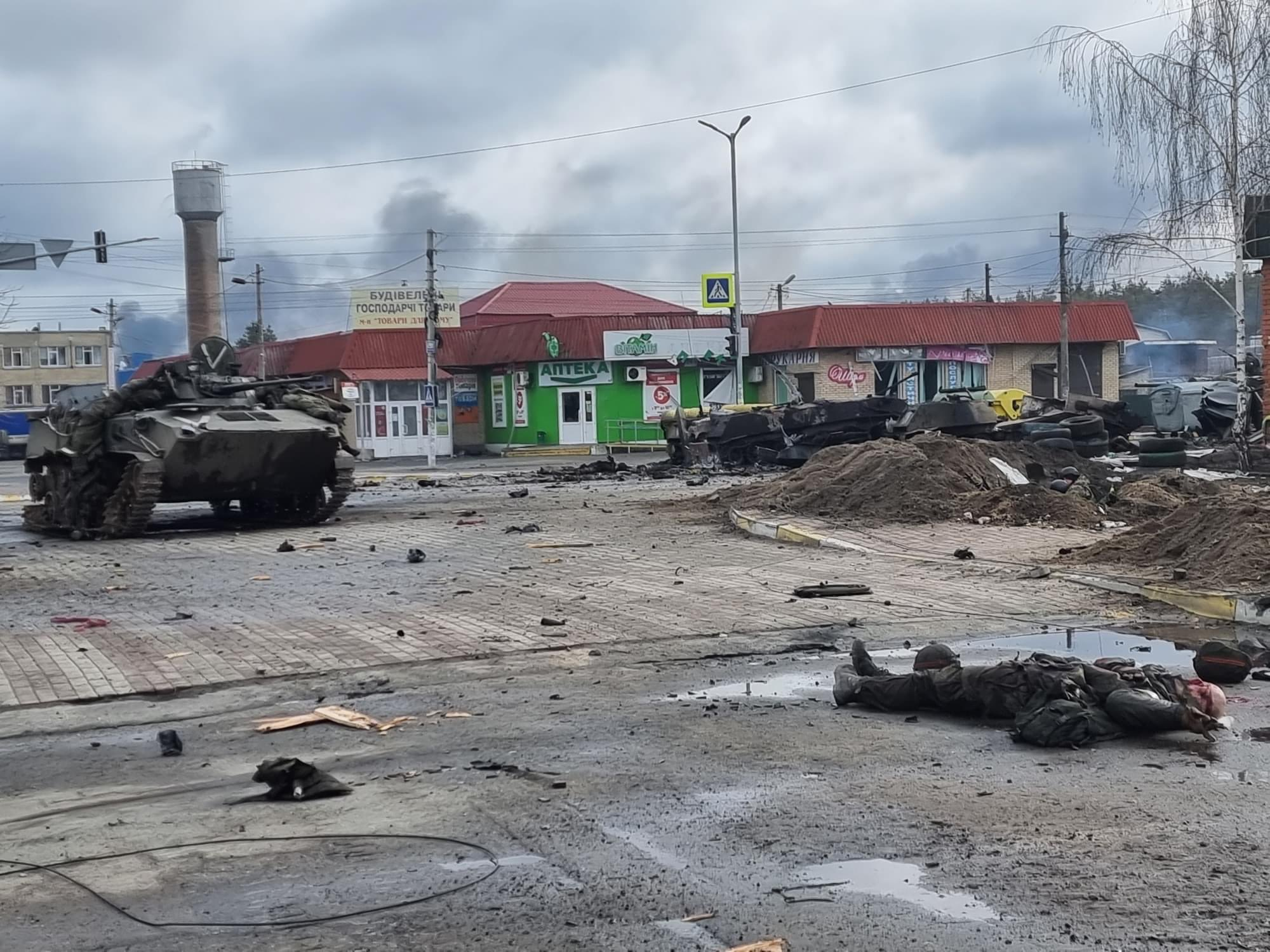
Následky bitvy v Hostomelu, 4. březen

Město Irpiň bylo po zásahu raketou údajně těžce poškozeno. Vrchní velitel Ozbrojených sil Ukrajiny Valerij Zalužnyj později prohlásil, že ukrajinské jednotky znovu dobyly Makariv.

### 4. březen
Ukrajinské síly podnikly protiútok na Hostomel a tvrdí, že město znovu dobyly poté, co zneškodnily 50 ruských vojáků.